# مهمة الهروب (لعبة فيديو)
مهمة الهروب! (بالإنجليزية: Mission Escape!)‏ هي لعبة فيديو نشرت بواسطة سي آي سوفت وار سنة 1980، لنظام أبل 2، مبرمجة بواسطة جيم جاكوبسن.

## المحتويات
هي لعبة الخيال العلمي، يشق البطل طريقه من خلال المحاربة من خلال سلسلة من الغرف، كل واحد يبلغ مع الجنود، وطائرات بدون طيار والروبوتات، وإطلاق النار.
ستيف جاكسون، في فضاء الألعاب رقم 44. علق جاكسون قالا  "إنها طريقة رائعة لقتل مساء، أوصي لأصحاب آبل الذين يحبون ألعاب الاختبار تجربتها.